# Giulietta Masina
Giulia Anna (Giulietta) Masina (22 tháng 2 năm 1921 – 23 tháng 3 năm 1994) là một nữ diễn viên của điện ảnh Ý. Bà được biết tới nhiều nhất qua các vai diễn đặc sắc trong những bộ phim của đạo diễn Federico Fellini, người đồng thời là chồng của bà. Trong số các bộ phim đáng chú ý mà Masina tham gia có La strada và Le notti di Cabiria, đây là hai bộ phim Ý đã giành Giải Oscar cho phim ngoại ngữ hay nhất. Vai diễn trong Le notti di Cabiria đã đem lại cho Giulietta giải Nữ diễn viên chính xuất sắc nhất tại Liên hoan phim Cannes. Phong cách diễn xuất cùng những vai diễn đặc biệt của bà khiến Masina đôi khi được coi là "Chaplin nữ".

## Tiểu sử
Giulietta Masina sinh năm 1921 tại San Giorgio di Piano, tỉnh Bologna. Bố của Giulietta là Gaetano Masina, một giáo viên nhạc và nghệ sĩ violin, còn mẹ của Giulietta là Anna Flavia Pasqualin, một giáo viên. Giulietta Masina trải qua phần lớn tuổi thơ ở Roma, cô theo học trường Hermanas Ursulinas và sau đó là khoa Văn học Đại học Roma Sapienza.

## Sự nghiệp
Masina bắt đầu hướng sang nghề diễn xuất vào năm 1941 khi vẫn đang học ở khoa Văn đại học Sapienza. Năm 1942 bà tham gia đoàn nghệ thuật Compagnia del Teatro Comico Musicale và đóng nhiều vai khác nhau trên sâu khấu. Sau khi xem một bộ ảnh của Giulietta Masina, đạo diễn Federico Fellini đã chọn Masina cho những vở kịch truyền thanh mà ông đang viết thời đó. Cho tới năm 1943 thì nữ diễn viên đã bắt đầu gây dựng được tên tuổi trên đài phát thanh với loạt kịch truyền thanh Terziglio, một tác phẩm của Fellini. Ngoài đời, hai người cũng nhanh chóng có quan hệ tình cảm và họ làm đám cưới ngày 30 tháng 10 năm 1943. Sau này khi đã thành danh trên màn ảnh lớn, Masina chỉ thỉnh thoảng quay lại sân khấu, lần cuối cùng bà tham gia đóng kịch là năm 1951.
Sự nghiệp điện ảnh của Masina cất cánh cùng với những thành công của chồng bà. Năm 1946 bà có vai diễn điện ảnh đầu tiên trong Paisà của Roberto Rossellini với phần kịch bản do Fellini viết. Giulietta Masina bắt đầu thực sự nổi tiếng với vai diễn Gelsomina trong bộ phim của Fellini La strada (1954). Ba năm sau bà được trao giải Nữ diễn viên xuất sắc nhất tại Liên hoan phim Cannes với vai diễn trong một bộ phim khác của chồng bà, Le notti di Cabiria.
Sau thất bại với bộ phim Das Kunstseidene Mädchen, Masina rút lui dần khỏi màn bạc để dành thời gian cho cuộc sống riêng với Fellini. Năm 1965 bà tham gia một phim khác của chồng bà là Giulietta degli spiriti, bốn năm sau bà đóng bộ phim tiếng Anh đầu tiên, The Madwoman of Chaillot, một tác phẩm có sự tham gia của Katharine Hepburn. Hai bộ phim điện ảnh cuối cùng của Masina là Ginger e Fred (1986) của Fellini và Aujourd'hui peut-être... (1991) của Jean-Louis Bertucelli.

### Phim đã tham gia
- Paisà (1946, debut, uncredited)
- Without Pity (1948)
- Behind Closed Shutters (1950)
- Variety Lights (1950)
- Cameriera bella presenza offresi... (1951)
- The Shameless Sex (1952)
- The White Sheik (1952)
- Europa '51 (1952)
- La Strada (1954)
- Il bidone (The Swindlers, 1955)
- Nights of Cabiria (1957)
- Fortunella (1958)
- Nella città l'inferno (1959)
- The High Life (1960)
- Juliet of the Spirits (1965)
- The Madwoman of Chaillot (1969)
- Mẹ Holle (1985)
- Ginger và Fred (1986)
- Một ngày để nhớ (1991)

## Đời tư
Năm 1943 sau khi lập gia đình với Fellini được vài tháng, Masina đã bị sẩy thai sau một tai nạn. Fellini và Masina có người con đầu tiên, Pierfederico, vào ngày 22 tháng 3 năm 1945, nhưng cậu bé chết yểu chỉ một tháng sau đó vào ngày 24 tháng 4. Sau này hai người không còn thêm người con nào khác.
Masina qua đời vì bệnh ung thư vào ngày 23 tháng 3 năm 1994, chỉ năm tháng sau khi chồng bà qua đời ngày 31 tháng 10 năm 1993 vào đúng ngày kỉ niệm 50 năm lễ cưới của hai người. Fellini và Masina được chôn cất chung tại nghĩa trang Rimini cemetery in a tomb marked by a prow-shaped monument, the work of sculptor Arnaldo Pomodoro.